# Meinersen
Meinersen és un municipi situat al districte de Gifhorn, a l'estat federat de Baixa Saxònia (Alemanya), a una altitud de 50 metres. La seva població a la fi de 2016 era d'uns 8100 habitants i la seva densitat poblacional, 150 hab/km².
Està situat a poca distància a l'oest de la frontera amb l'estat de Sajonia-Anhalt, i molt prop de les ciutats de Brunswick i Wolfsburgo.